# گئورگه شیمونکا
گئورگه شیمونکا (رومانیایی: Gheorghe Șimonca؛ زاده ۲۰ آوریل ۱۹۳۶ – ۲۶ مه ۲۰۰۵) بازیگر اهل رومانی بود.
از فیلم‌ها یا مجموعه‌های تلویزیونی که وی در آن‌ها نقش داشته‌است، می‌توان به بادبان‌های برافراشته، رز زرد و استفن کبیر - واسلویی ۱۴۷۵ اشاره نمود.